# Robbie Rivera
Robbie Rivera, de son vrai nom Roberto Rivera, est un DJ et producteur portoricain de house.

## Biographie

### Débuts (1986–1999)
Rivera a grandi à Porto Rico, il était un fan de freestyle et d'Eurobeat quand il acheta deux platines pour apprendre par lui-même les techniques de DJ. Il a commencé par jouer à des mariages et des fêtes d'écoles, pour aboutir finalement en boîte de nuit à l'âge de 16 ans. Après ses études secondaires Rivera participe à l'Art Institute of Fort Lauderdale pour étudier la production musicale et y découvre divers logiciels dont le populaire Pro Tools. À la fac, il sort son premier single, El Sorullo, titre influencé par la musique house latine. Le titre devient populaire à New York et Miami et sa carrière débute alors.

### Succès (depuis 2000)
En 2000, le titre Bang devient premier au hit-parade britannique. Il apparait également sur plusieurs compilations de dance et est fréquemment utilisé la même année lors des jeux olympiques d'été de Sydney. Le titre devient suffisamment populaire pour que Rivera apparaisse dans l'émission Top of the Pops et sur la chaîne MTV.
Rivera lance alors son propre label, Juicy Records, et produit son premier album Do You Want More ? pour Ultra Records et Independence en France. Le premier single Which Way You're Going est propulsé no 1 au hit-parade américain Hot Dance Club Songs et paraît au Royaume-Uni sous le label Toolroom. Le morceau est créé au début de l'année 2003 quand Rivera contacte le parolier Ned Bigham, Jean-Jacques Smoothie et Timo Maas. C'est le premier et principal morceau terminé, inspiré par le morceau à succès Clocks du groupe Coldplay. En 2003 sort le titre Girlfriend dont les paroles sont interprétées par Justine Suissa.
À partir de 2007, Rivera présente chaque semaine son Juicy Show sur la radio XM Satellite (devenue depuis Sirius XM Radio) aux États-Unis et au Canada. Depuis, son émission est diffusée en France sur Radio FG, Contact FM et Fun Radio. Elle est également diffusée en Argentine (Dero FM), Biélorussie (Novoe Radio FM), Brésil, Chypre (Turkish Side FM), Espagne (Loca FM), Hongrie (Risfe FM), Italie (105FM), Maroc (Dance FM), Norvège (Radiovolum Digital) et Roumanie (Vibe FM). En 2008, il mixe un album appelé Twilight pour la ligne de vêtements Armani Exchange.

## Discographie

### Albums studio
- 2005 : Do You Want More?
- 2008 : Star Quality
- 2009 : Closer To the Sun

### EP
- 1996 : Another State of Mind EP Volume 1
- 1997 : Mad Music EP Vol. 1
- 1997 : The Prime Time EP
- 1998 : Step into My Grooves Vol. 1
- 1999 : Crazy Mother EP Vol. 1
- 1999 : Robbie Rivera Tools Vol. 1
- 1999 : The Beat Bandit EP
- 1999 : Crazy Mother EP Vol. 2
- 1999 : Crazy Mother EP Vol. 3
- 1999 : Essential Grooves Part 1
- 2000 : The Secret Agent Adventures Part One
- 2000 : The Secret Agent Adventures Part Two
- 2001 : Heavy Soul Part 1
- 2001 : Robbie Rivera EP Part One
- 2001 : Rough Ride EP
- 2004 : Funktown EP
- 2005 : Miami EP
- 2005 : Miami EP Vol. 2
- 2005 : Robbie Rivera Tools Vol. 2

### Singles
- 1996 : These Are the Sounds in the House!
- 1997 : I Wanna Feel It Deeper
- 1998 : Getting Down with the Sax
- 1998 : I Wanna See You Groovin
- 1998 : Funking and Grooving
- 1998 : Attention
- 1998 : Enough Is Enough
- 1998 : Intense / Feel This
- 1998 : The Kings of Tribal
- 1998 : Key of life
- 1998 : Not Just a Dub
- 1998 : Nothing to Offer
- 1998 : The Ultimate Disco Groove
- 1998 : There's Some Disco Fans in Here Tonight
- 1999 : Bringing It Down
- 1999 : Clap Your Hands
- 1999 : Club Wash
- 1999 : D-Monsta
- 1999 : Listen Up
- 1999 : First the Groove
- 1999 : French Fries from Miami Beach
- 1999 : High Energy
- 1999 : It's a Feeling Now
- 1999 : It's Midnight
- 1999 : Relax
- 1999 : Saxmania
- 1999 : Sunny South
- 1999 : The Frenzy
- 1999 : The Music Makers
- 1999 : The Soul Bandit
- 1999 : Rainforest 1999
- 1999 : The Real Sound
- 1999 : Tough Enough
- 2000 : Bang
- 2000 : Do You Believe / I'm the Music Tonite
- 2000 : Fallin'
- 2000 : I Can't Take It
- 2000 : I'm the Music Tonite
- 2000 : The One
- 2001 : Feel This
- 2001 : Funk-a-Tron
- 2001 : In the Distance
- 2002 : Burning
- 2002 : Hypnotize
- 2002 : Let's Get Together
- 2002 : Sex
- 2002 : Sound Xpress / Congos
- 2002 : Super Drum
- 2002 : The Hum Melody
- 2002 : Trippin
- 2003 : All That I Like
- 2003 : Bringing It Down
- 2003 : Girlfriend
- 2003 : Gonna Let the Music Move You Around
- 2003 : Got to Let You Know
- 2003 : I Want More
- 2003 : Insanity
- 2003 : The Bang
- 2003 : Vertigo
- 2003 : Sound the Horn
- 2004 : Blah Blah Blah
- 2004 : Funk-a-Faction
- 2004 : Liar
- 2004 : Which Way You're Going
- 2004 : Uptown Girls / Do You Want More?
- 2005 : One Eye Shut
- 2005 : Right Here
- 2006 : Bizarre Love Triangle
- 2006 : Escape
- 2006 : Float Away
- 2006 : Superstar
- 2006 : The Dubai Track
- 2006 : Your Mistake
- 2007 : Aye Aye Aye
- 2007 : Bring Back the Underground
- 2007 : Rock It
- 2007 : Move Move
- 2007 : No Nobody
- 2008 : Back to Zero
- 2008 : In Too Deep
- 2008 : Girlfriend 2008
- 2009 : Closer to the Sun
- 2010 : Let Me Sip My Drink (feat. Fast Eddie)
- 2010 : Rock the Disco
- 2010 : We Live for the Music
- 2010 : Oh Baby (feat. Dero & Juan Magán)
- 2010 : Keep on Going
- 2011 : The Sound of the Times (feat Ana Criado)
- 2011 : Ding Dong (feat. Sue Cho)

#### Classements
| Année | Titre                  | US | R-U | FIN |
| ----- | ---------------------- | -- | --- | --- |
| 2000  | Bang                   | 22 | 13  | -   |
| 2001  | Feel This 2001         | 1  | -   | -   |
| 2002  | Sex                    | -  | 55  | -   |
| 2003  | The Hum Melody         | 1  | -   | -   |
| 2004  | Burning                | 1  | -   | -   |
| 2004  | Which Way You're Going | 1  | -   | -   |
| 2007  | Float Away             | -  | -   | 3   |

### Coproductions
- CRRS (avec Chicco Secci)
- The Italian Connection (avec Maurizio Ruggiero)
- Kolaborators (avec Billy Paul Williams)
- The Music Makers (avec Chicco Secci)
- Robbie Rivera and AJ Mora Project (avec AJ Mora)
- Rockik (avec Chicco Secci)
- Soul Logic (avec Chicco Secci)